# Апленд (Каліфорнія)
Апленд (англ. Upland) — місто (англ. city) в США, в окрузі Сан-Бернардіно штату Каліфорнія. Населення — 79 040 осіб (2020).

## Географія
Апленд розташований за координатами 34°7′3″ пн. ш. 117°39′36″ зх. д. / 34.11750° пн. ш. 117.66000° зх. д. (34.117446, -117.659918).  За даними Бюро перепису населення США в 2010 році місто мало площу 40,53 км², з яких 40,45 км² — суходіл та 0,09 км² — водойми.

### Клімат
| Клімат : Апленд       | Клімат : Апленд | Клімат : Апленд | Клімат : Апленд | Клімат : Апленд | Клімат : Апленд | Клімат : Апленд | Клімат : Апленд | Клімат : Апленд | Клімат : Апленд | Клімат : Апленд | Клімат : Апленд | Клімат : Апленд | Клімат : Апленд |
| Показник              | Січ.            | Лют.            | Бер.            | Квіт.           | Трав.           | Черв.           | Лип.            | Серп.           | Вер.            | Жовт.           | Лист.           | Груд.           | Рік             |
| Середній максимум, °C | 20,0            | 20,6            | 21,7            | 24,4            | 26,1            | 28,9            | 32,2            | 33,3            | 31,7            | 26,7            | 23,3            | 20,0            | 25,8            |
| Середній мінімум, °C  | 6,1             | 7,2             | 8,3             | 9,4             | 12,2            | 14,4            | 16,7            | 16,7            | 15,6            | 12,8            | 8,3             | 5,6             | 11,1            |
| Норма опадів, мм      | 79              | 122             | 66              | 30              | 5               | 3               | 0               | 0               | 5               | 28              | 41              | 61              | 440             |
| --------------------- | --------------- | --------------- | --------------- | --------------- | --------------- | --------------- | --------------- | --------------- | --------------- | --------------- | --------------- | --------------- | --------------- |
| Джерело:              |                 |                 |                 |                 |                 |                 |                 |                 |                 |                 |                 |                 |                 |

## Демографія
Згідно з переписом 2010 року, у місті мешкали 73 732 особи в 25 823 домогосподарствах у складі 18 983 родин. Густота населення становила 1819 осіб/км².  Було 27355 помешкань (675/км²).
Расовий склад населення:
| - 65,6 % — білих - 8,4 % — азіатів - 7,3 % — чорних або афроамериканців - 0,7 % — корінних американців - 0,2 % — вихідців з тихоокеанських островів - 12,9 % — осіб інших рас |

До двох чи більше рас належало 4,8 %. Частка іспаномовних становила 38,0 % від усіх жителів.
За віковим діапазоном населення розподілялося таким чином: 24,5 % — особи молодші 18 років, 63,4 % — особи у віці 18—64 років, 12,1 % — особи у віці 65 років та старші. Медіана віку мешканця становила 36,1 року. На 100 осіб жіночої статі у місті припадало 93,1 чоловіків;  на 100 жінок у віці від 18 років та старших — 89,9 чоловіків також старших 18 років.
Середній дохід на одне домашнє господарство  становив 78 993 долари США (медіана — 60 779), а середній дохід на одну сім'ю — 90 679 доларів (медіана — 69 358). Медіана доходів становила 52 398 доларів для чоловіків та 43 160 доларів для жінок. За межею бідності перебувало 15,5 % осіб, у тому числі 23,6 % дітей у віці до 18 років та 8,4 % осіб у віці 65 років та старших.
Цивільне працевлаштоване населення становило 35 066 осіб. Основні галузі зайнятості: освіта, охорона здоров'я та соціальна допомога — 25,7 %, роздрібна торгівля — 11,8 %, виробництво — 10,1 %, науковці, спеціалісти, менеджери — 9,6 %.